# 山形北インターチェンジ

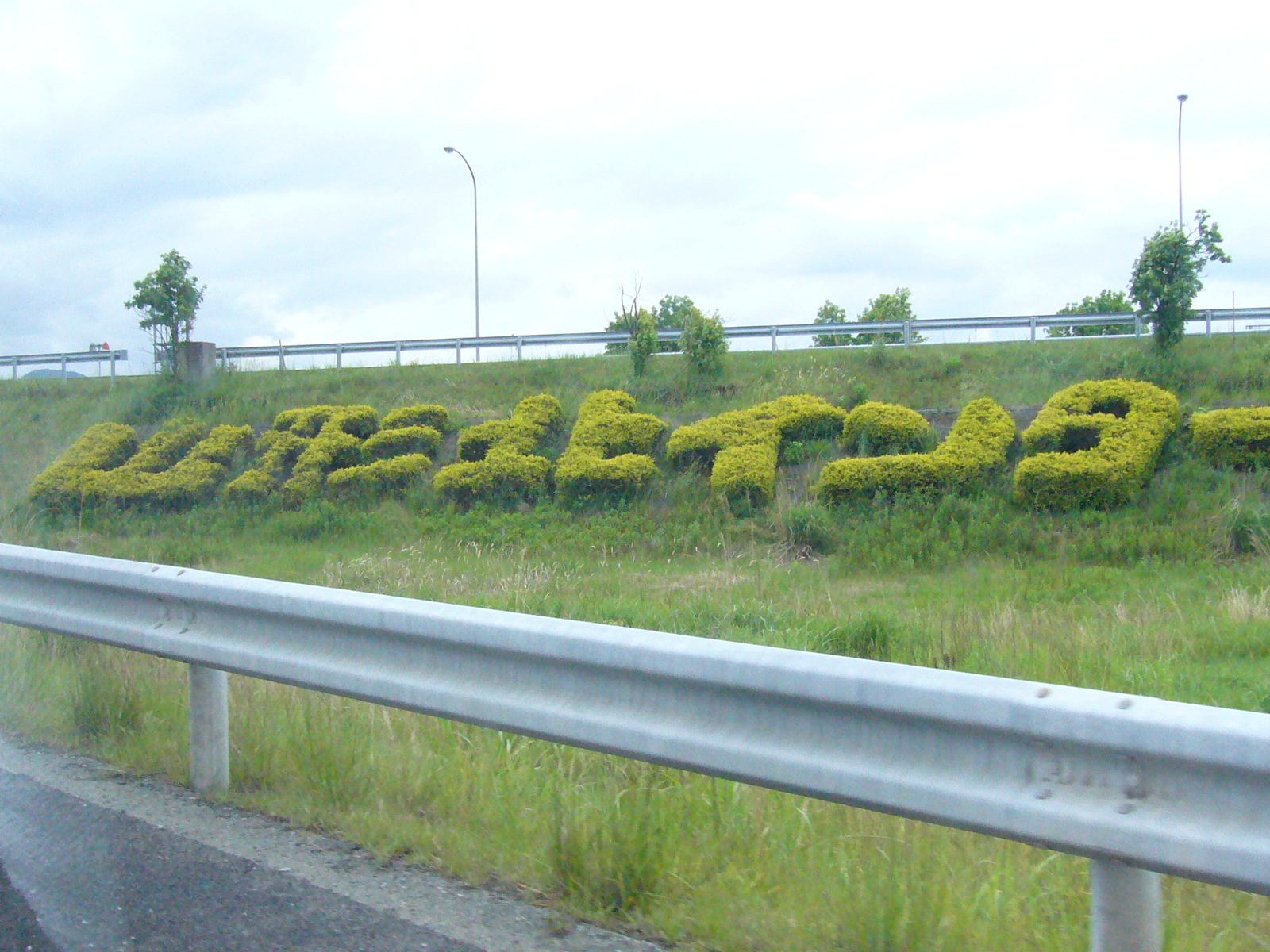
山形北ICの植込み

山形北インターチェンジ（やまがたきたインターチェンジ）は、山形県山形市にある山形自動車道のインターチェンジである。
山形市街地北部に位置し、南北に走る国道13号に接続している。
敷地内には、NEXCO東日本東北支社山形管理事務所があるほか、事務所建物内には山形県警高速道路交通警察隊の本隊も所在している。

## 歴史
- 1989年（平成元年）7月26日：山形北IC - 寒河江IC間開通に伴い、供用開始（この時、山形北IC - 山形JCT間は暫定2車線で供用）[1]。
- 1991年（平成3年）7月31日：関沢IC - 山形北IC間開通（この時は暫定2車線で供用）[1]。
- 2002年（平成14年）
  - 9月14日：山形北IC - 山形JCT間が4車線化される[1]。
  - 10月30日：山形蔵王IC - 山形北IC間が4車線化される[1]。

## 周辺
- 山形流通団地
- 山形ビッグウイング
- 山形県立中央病院
- 山形市総合スポーツセンター
- 山形県総合交通安全センター

## 接続する道路
- 直接接続
  - 国道13号

## 料金所
- ブース数：5

### 入口
- ブース数：2
  - ETC専用：1
  - 一般：1

### 出口
- ブース数：3
  - ETC専用：1
  - 一般：1
  - 自動精算機：1

## 隣
E48 山形自動車道
(4) 山形蔵王IC/PA - (5) 山形北IC - (6) 山形JCT